# Gustavo Becerra-Schmidt
Gustavo Becerra-Schmidt (ur. 26 sierpnia 1925 w Temuco, zm. 3 stycznia 2010 w Oldenburgu) – chilijski kompozytor.

## Życiorys
Ukończył konserwatorium w Temuco, później studiował w Conservatorio Nacional de Música w Santiago, gdzie jego nauczycielami byli Pedro Humberto Allende i Domingo Santa-Cruz (kompozycja), Armando Carvajal (dyrygentura) i Vicente Salas Viú (muzykologia). Od 1952 roku był wykładowcą kompozycji na Universidad de Chile. W latach 1954–1956 przebywał w Europie.
Od 1959 do 1963 roku dyrektor Instituto de Extensión Musical w Santiago. W 1968 roku wybrany na członka chilijskiej Academia de Bellas Artes. Był redaktorem naczelnym czasopisma Revista musical chilena. W 1971 roku mianowany przez prezydenta Salvadora Allende attaché kulturalnym przy ambasadzie w Bonn. Po puczu wojskowym Augusto Pinocheta w 1973 roku uzyskał azyl polityczny w RFN. Od 1974 roku był wykładowcą Uniwersytetu w Oldenburgu.

## Twórczość
Po początkowych zainteresowaniach neoklasycznych zwrócił się ku serializmowi i nowym trendom w muzyce, aż do muzyki graficznej włącznie. W późniejszych kompozycjach stosował zapis aleatoryczny. Opracował własny system kompozycji, który wyłożył w opublikowanym w 1972 roku eseju Becerra („Revista musical chilena” XXVI).
Skomponował m.in. opery La muerte de Don Rodrigo (1958) i Parsifae (1973), trzy symfonie (1955, 1958, 1960), oratoria La Araucana (1965), Machu Picchu (1966) i Lord Cochrane in Chile (1968), Missa brevis na chór żeński (1958), Juegos na fortepian, 12 piłeczek ping-pongowych, cegłę i taśmę (1966), koncert skrzypcowy (1950), koncert fletowy (1957), koncert fortepianowy (1958), cztery koncerty gitarowe (1964–1970), koncert na obój, klarnet, fagot i smyczki (1970), siedem kwartetów smyczkowych, kwartet saksofonowy, trzy sonaty skrzypcowe, sonatę altówkową, trzy sonaty wiolonczelowe.